# Acraea vuilloti
Acraea vuilloti är en fjärilsart som beskrevs av Paul Mabille 1888. Acraea vuilloti ingår i släktet Acraea och familjen praktfjärilar. Inga underarter finns listade i Catalogue of Life.